# Lyria (chi ốc biển)
Lyria là một chi ốc biển, là động vật thân mềm chân bụng sống ở biển trong họ Volutidae.

## Các loài
Các loài thuộc chi Lyria bao gồm:
- Lyria anna (Lesson,1835)[2]
- Lyria bondarevi Bail, 2004[3]
- Lyria brianoi Poppe, 1999[4]
- Lyria cloveriana Weaver,1963[5]
- Lyria delessertiana (Petit de La Saussaye,1842)[6]
- Lyria doutei Bouchet & Bail,1992[7]
- Lyria leslieboschae Emerson & Sage,1986[8]
- Lyria lyraeformis (Swainson,1821)[9]
- Lyria patbaili Bouchet, 1999[10]
- Lyria pauljohnsoni Poppe & Terryn, 2002[11]
- Lyria surinamensis (Okutani,1982)[12]
- Lyria tulearensis Cosel & Blöcher,1977[13]
- Lyria cassidula (Reeve, 1849)[14]
- Lyria cordis Bayer, 1971[15]
- Lyria deliciosa (Montrouzier,1859)[16]
- Lyria insignata Iredale,1940[17]
- Lyria laseroni (Iredale,1937)[18]
- Lyria leonardi Emerson,1985[19]
- Lyria mallicki Ladd, 1975[20]
- Lyria pattersonia (Perry,1811)[21]
- Lyria russjenseni Emerson,1985[22]
- Lyria vegai Clench & Turner,1967[23]
- Lyria mikoi Kosuge, 1985[24]
- Lyria beauii (Fischer & Bernardi,1857)[25]
- Lyria cleaveri Morrison, 2008[26]
- Lyria grangei Cernohorsky, 1980[27]
- Lyria mitraeformis (Lamarck, 1811)[28]
- Lyria sabaensis Bail, 1993[29]
- Lyria boholensis Poppe, 1897[30]
- Lyria boucheti Bail & Poppe, 2004[31]
- Lyria exorata Bouchet & Poppe, 1988[32]
- Lyria grandidieri Bail, 2002[33]
- Lyria guionneti Poppe & Conde, 2001[34]
- Lyria kuniene Bouchet, 1979[35]
- Lyria planicostata (Sowerby III, 1903)[36]
- Lyria poppei Bail, 2002[37]
- Lyria aphrodite Bondarev, 1999[38]
- Lyria bondarevi Bail & Poppe, 2004[39]
- Lyria boucheti Bail & Poppe, 2004[40]
- Lyria delessertiana (Petit de la Saussaye, 1842)[41]
- Lyria grandidieri Bail, 2002[42]
- Lyria lyraeformis (Swainson, 1821)[43]
- Lyria michardi Bail, 2009[44]
- Lyria pauljohnsoni Poppe & Terryn, 2002[45]
- Lyria poppei Bail, 2002[46]
- Lyria solangeae Bozzetti, 2008[47]